# موسيقى (تطبيق)
موسيقى (تطبيق)  هو تطبيق مشغل وسائط تم تطويره لأنظمة التشغيل آي أو إس وآي باد أو إس وماك أو إس، و ووتش أو إس وفيجن أو إس، و تي في أو إس وأندرويد ومايكروسوفت ويندوز بواسطة آبل  يمكنه تشغيل ملفات الموسيقى المخزنة على الأجهزة، بالإضافة إلى البث من آيتونز ستور، وآبل ميوزك. تم إصداره مع نظام ماك أو إس كاتالينا في 7 اكتوبر 2019 كواحد من ثلاثة تطبيقات لتحل محل آي تيونز.

## إصداراته
بدء تطبيق موسيقى على نظام التشغيل آي أو إس في البداية في آيفون أو إس 1 باسم تطبيق آي بود، ثم أعيد تسميته إلى Music في آي أو إس 5 . في عام 2015 تم تحديثه بتصميم جديد ووظائف جديدة مع آي أو إس 8. يتوفر التطبيق على آبل تي في من الجيل الثاني والثالث لبث الموسيقى التي تم شراؤها من آيتونز ستور، كما تمت إضافته في إصدار تي في أو إس على الجيل الرابع من آبل تي في في أوائل نوفمبر 2015. تم تضمين التطبيق أيضاً في كل إصدار من ووتش أو إس على ساعة آبل. يمكن تنزيل الموسيقى مباشرة إلى ساعة آبل دون الحاجة إلى اقتران آيفون .

## نسخة ماك أو إس
أعلنت شركة آبل في مؤتمر المطورين العالمي عام 2019 أن تطبيق آي تيونز سيتم استبداله بتطبيق الموسيقى المحدد، وتطبيقات البث الصوتي، وتطبيقات التلفزيون مع إصدارماك أو إس كاتالينا . تصف شركة آبل تطبيق الموسيقى بأنه "تجربة بث موسيقى" بينما وصفت الشركة آي تيونز بأنه مكتبة رقمية ومتجر موسيقى عبر الإنترنت. ستظل إصدارات آي تيونز السابقة المصممة لإصدارات ماك أو إس الأقدم غير متأثرة، بالإضافة إلى آي تيونز لنظام مايكروسوفت ويندوز. ستكون الموسيقى والبرامج التلفزيونية والأفلام والبودكاست على متجر آي تيونز متاحة من خلال تطبيقات الموسيقى والتلفزيون والبودكاست على التوالي، مقارنة بتطبيق آيتونز ستور المستقل الموجود على آي أو إس.

## نسخة الأندرويد
تم إصدار تطبيق الموسيقى للأجهزة التي تعمل بنظام أندرويد لوليبوب والإصدارات الأحدث في 10 نوفمبر 2015. كانت هذه هي المرة الأولى التي تتوفر فيها الموسيقى من متجرآي تيونز على الأجهزة المحمولة غير التابعة لشركة آبل خلال شراكة قصيرة مع موتورولا في عام 2005.

## نسخة الويندوز
في 13 يناير 2023، أصدرت آبل إصداراً تجريبياً من آبل ميوزك على مايكروسوفت ستور لنظام ويندوز 11، ليحل محل آي تيونز الذي يتم تحديثه بشكل غير متكرر لنظام التشغيل ويندوز.